# MDR Fernsehen

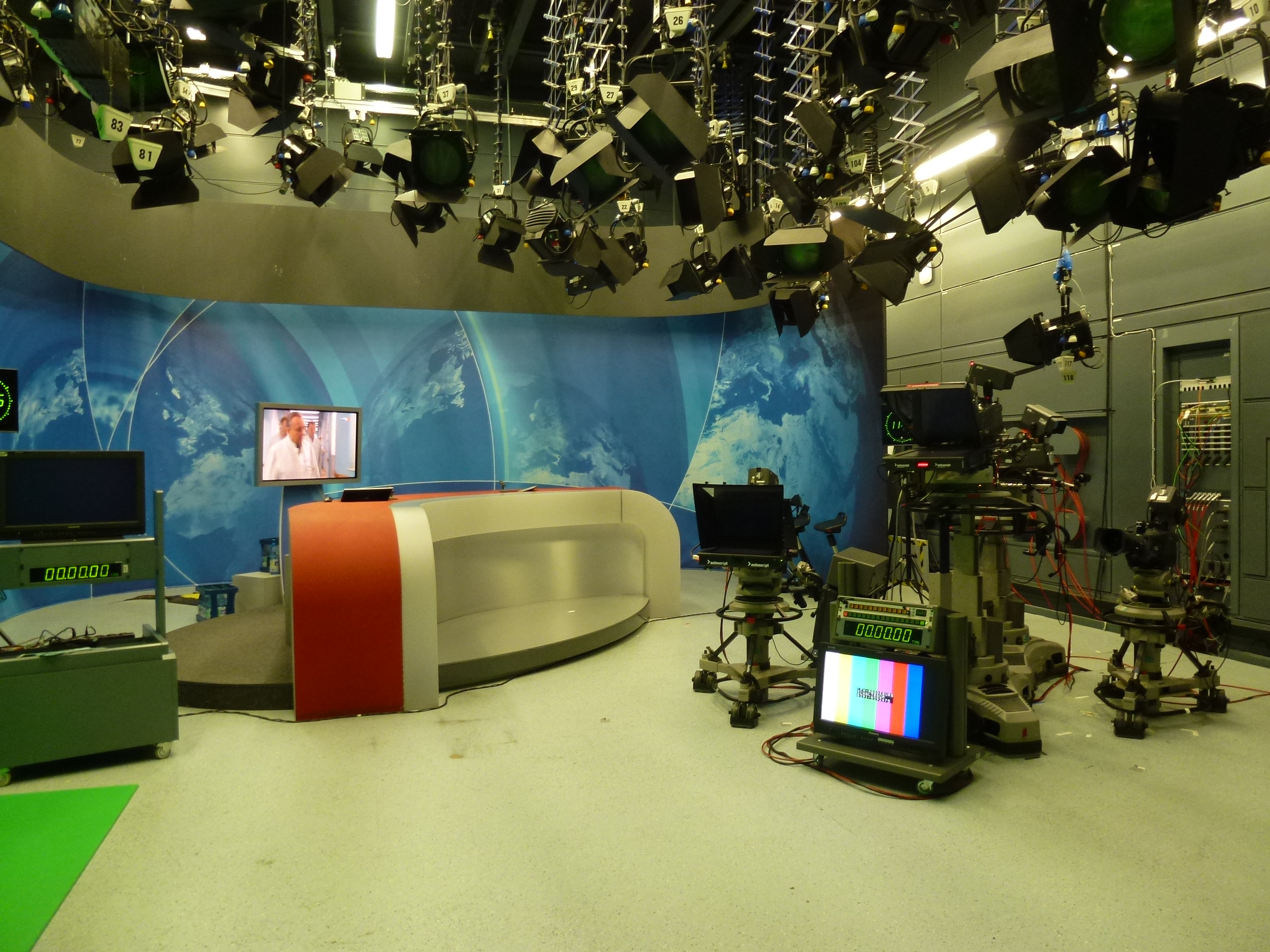
Plató del informativo MDR aktuell en los estudios centrales de la MDR en Leipzig

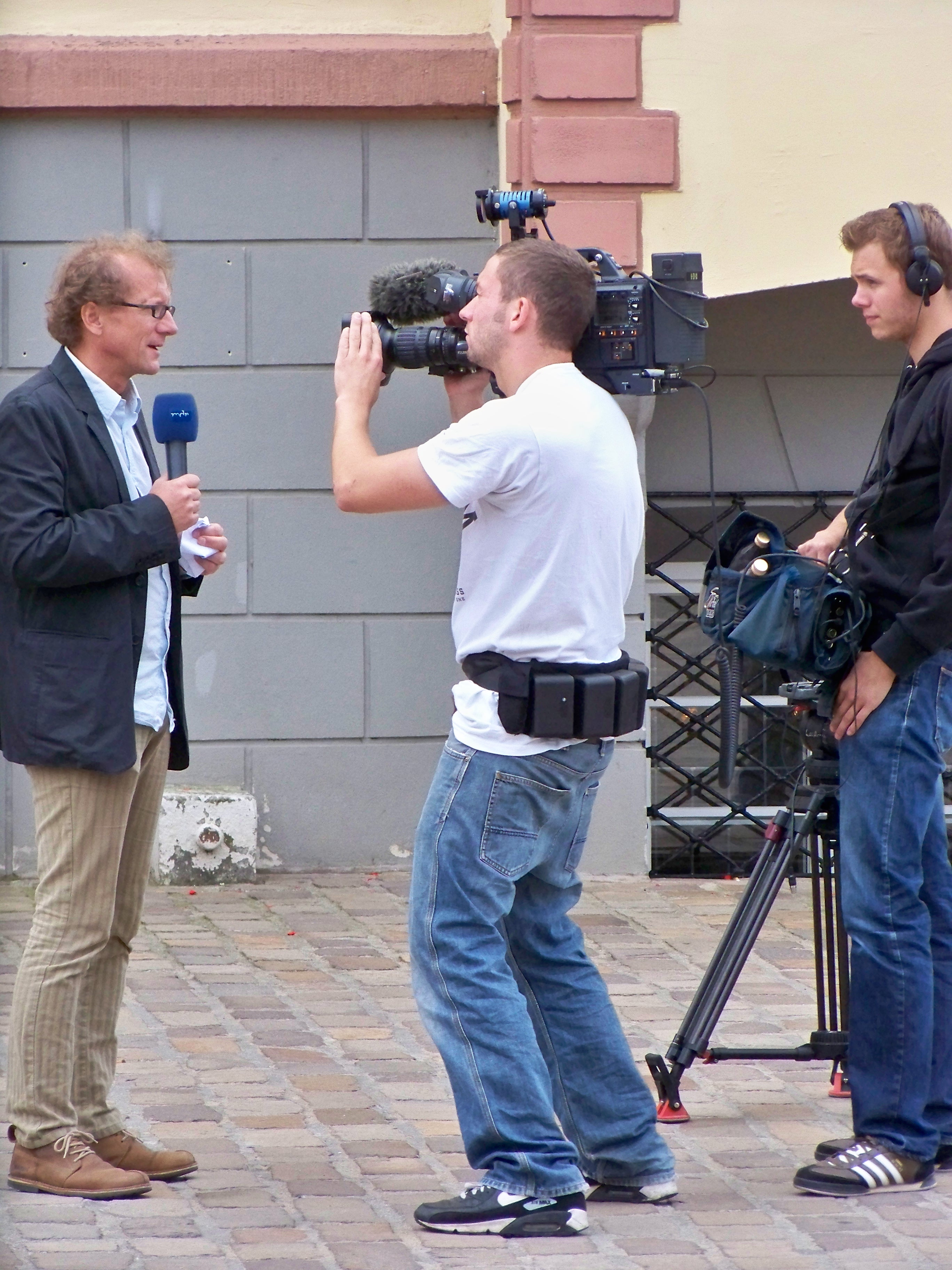
Equipo de la MDR Fernsehen en Eilenburg

MDR Fernsehen es un canal de televisión pública alemán operado por la Radiodifusión de Alemania Central. Emite para los Estados federados de Sajonia, Sajonia-Anhalt y Turingia y sus oficinas están ubicadas en Leipzig.
Esta cadena generalista es una de las terceras cadenas nacionales de la ARD que se emiten en cada Estado.

## Historia de la cadena
La organización de la televisión en Alemania del Este era mucho más centralizada que la de Alemania Occidental. Hasta 1990, sólo existían dos canales de televisión estatales que dependían de la Deutscher Fernsehfunk: DFF-1 y DFF-2. En febrero de 1990, la Cámara Popular de Alemania Oriental aprueba una resolución que convierte las cadenas estatales de radio y televisión en empresas independientes. También se firman acuerdos que prevén el reemplazo gradual de los canales de Alemania Oriental por los de la Alemania Federal. Como según la Ley Fundamental de Bonn la radiodifusión era competencia de los Estados federados, el servicio de Alemania del Este debía desaparecer. El artículo 36 del Tratado de Unificación establecía que la Deutscher Fernsehfunk sería absorbida por completo el 31 de diciembre de 1991. De acuerdo con estas disposiciones, en la noche del 15 de diciembre de 1990 la DFF-1 es reemplazada por la ARD (actual Das Erste) y la DFF-2 se transforma en un canal de televisión regional, DFF-Länderkette, embrión del "Drittes Fernsehprogramme" en la antigua RDA.
La creación de nuevos canales de televisión llevó más de un año. El 31 de mayo de 1991, los estados de Sajonia, Sajonia-Anhalt y Turingia fundan la empresa pública Mitteldeutscher Rundfunk, con sede en Leipzig. MDR Fernsehen comienza a emitir el 1 de enero de 1992 a las 0:00 a. m. sobre la señal de la DFF-Länderkette, último vestigio de la televisión de Alemania Oriental.
Desde el 5 de diciembre de 2013, MDR Fernsehen también emite en HD.

## Organización
MDR Fernsehen está asociada a la ARD (Consorcio de instituciones públicas de radiodifusión de la República Federal de Alemania), y produce algunos programas para el primer canal de televisión alemán, Das Erste.

## Programas
La parrilla televisiva consta de producciones propias y producciones de los demás canales regionales públicos que cooperan en el seno de la ARD. Las emisiones estrictamente regionales ocupan una parte importante de la emisión, ya sea como telediarios (MDR Aktuell), magacines (MDR um zwölf), reportajes (Länderzeit), debates (Fakt ist!), concursos (Mach dich ran) o retransmisiones deportivas. Cada tarde, de 18.50 a 19.30 se emiten los informativos regionales en desconexión para Sajonia (Sachsenspiegel), Sajonia-Anhalt (Sachsen-Anhalt Heute) y Turingia (Thüringen Journal).

## Difusión
MDR Fernsehen emite por TDT para Sajonia, Sajonia-Anhalt y Turingia, pero también en abierto por satélite así como en las diferentes redes de televisión por cable. También se puede captar en todo el país, y en gran parte de Europa, a través del sistema de satélites Astra.

## Logotipos

1992-2003
2013-2016
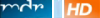
2013-2016 (Señal HD)
Desde 2016
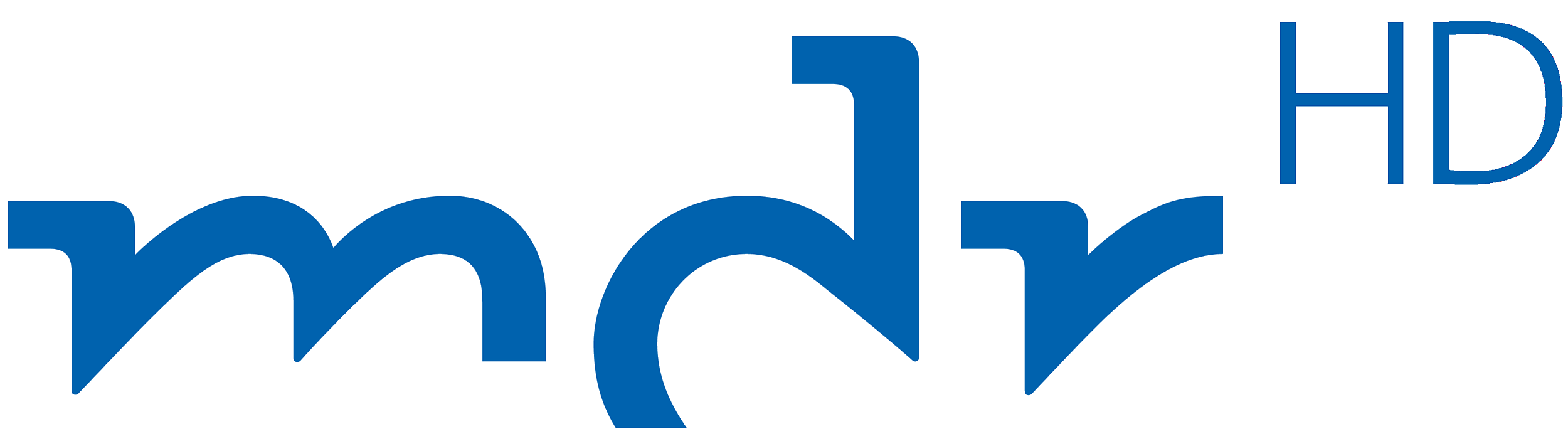
Desde 2016 (Señal HD)